# 約翰·拜恩
海軍上將約翰·拜恩（英語：Admiral John Byng，1704年10月29日（受洗）—1757年3月14日），英國皇家海軍將官，13歲投身海軍，1718年參與帕塞羅角戰役。30年的海軍生涯使他成為一位經驗豐富和老練的海軍將官，並在1747年晉升中將。
然而，拜恩最為人所知的事蹟，是他在七年戰爭初期，於1756年敗於梅諾卡島戰役。在戰事當中，拜思因麾下戰艦受損嚴重而決定鳴金收兵，返回直布羅陀，導致梅諾卡島落入法國軍隊手中。拜恩事後被軍法審判，更因「未盡全力」保衛梅諾卡島，在1757年3月14日由火槍隊執行軍法處決，成為英國歷史上最後一位遭軍法槍決的海軍上將。拜恩未獲特赦而遭槍決的下場，在當時引起輿論極大的爭議。